# Luis Caruso
Luis Caruso (Buenos Aires, 18 de febrero de 1916 – Montevideo, 10 de febrero de 1981) cuyo nombre completo era Luis Rafael Caruso y era conocido con el apodo de "Carusito", fue un bandoneonista, director de orquesta, letrista y compositor dedicado al género del tango que desarrolló su actividad en Argentina y Uruguay.

## Actividad profesional
Nació en el barrio de Villa Crespo y era sobrino de Luis Servidio, un destacado bandoneonista y compositor, que le enseñó a tocar el bandoneón y luego lo ubicó en la orquesta infantil que patrocinaba. En 1936 decidió irse a vivir a Uruguay y se radicó en Montevideo por el resto de su vida, si bien cada tanto tenía breves estadías en Argentina por razones familiares o laborales.
En 1937 ingresó en el Cuarteto Típico Pirincho dirigido por Juan Esteban Martínez, sin relación con Francisco Canaro aunque compartieran el apodo, que acompañaba a la muy joven cancionista Marujita Falero quien al año siguiente actuó por Radio Carve de Montevideo con el acompañamiento de un trío que integraban, además de Caruso, el pianista Juan Cao y el violinista Mario Orrico.
Intentó organizar un trío con las guitarras de Alfonso Picera y Ramos, estuvo un tiempo en la orquesta de Carlos Warren y a mediados de la década de 1940 formó su propia orquesta con el pianista Jaurés Lamarque Pons -un músico y compositor de formación clásica- los violinistas Fabregat y Boromat, los bandoneonistas Orlando Ponzoni y Giordanelli, el contrabajista Orosman Fernández y el cantor Walter Cavaradozzi; Caruso además de dirigir, interpretaba el bandoneón. El conjunto actuó en CX30 Radio Nacional e hizo una gira por Brasil;  dos años después Caruso regresó por un corto tiempo a Buenos Aires para actuar por Radio Belgrano incorporado a la orquesta de su tío Luis Servidio.
De retorno en Montevideo, formó un nuevo conjunto para acompañar al vocalista Alberto Reynal y desde fines de 1943 y por varias temporadas, tocó en la radio y en el Gran Café Ateneo y en el cabaré Marabú, ambos de Montevideo.
En 1945 Caruso hizo su primera grabación para la discográfica Sondor con dos obras de su autoría, el candombe Cambio de mano, con la voz de Carlos Barbé y el tango instrumental Sierra y Miguelete, conocido también como Rey de triunfo o como As de bastos. En 1947 grabó No puede perder, de su autoría, y la milonga Los ejes de mi carreta y en 1948, Candombero, de Luis Carballo y Con la otra, todos cantados por Walter Escobar. En 1948 Julio Sosa ganó en Uruguay un concurso que le hizo ingresar a cantar en la orquesta de Hugo Di Carlo y paralelamente lo contrató la discográfica Sondor para grabar acompañado por la orquesta que dirigía Caruso, en la cual además del bandoneón del director estuvieron el piano de Rubén Pocho Pérez, el contrabajo de Roberto Smith y el violín de Mirabello Dondi. Grabaron 5 temas –los únicos registrados por Sosa en su país- que fueron, en 1948, el candombe San Domingo, de José Monzeglio y Omar Scaglia, y los tangos Una y mil noches, Sur y La última copa y,  el 31 de enero de 1949, Mascarita.
Ese mismo año registró, el vals Auroras del Sena, de Blanca García y Luis Cirelli y Anoche, de Güelfo Sánchez y Cirelli; De pura cepa, Alguien, de Caruso y Francisco Rosselli, Ella no está, de Caruso, los candombes Pancha y Ramón, de María Falero -su esposa-, Cachumbe, de Luis Pereyra, y Estrellita de los negros, de Elsa Pigrau y Enrique Soriano, y las versiones instrumentales de los tangos Felicia, El espiante, La cumparsita y La viruta.
Entre sus más de 200 temas registrados se encuentran, además de los citados, las milongas La fulana con música de Alberto Mastra y Para negros solamente, con José Servidio y los tangos Aquel muchacho de la orquesta, en colaboración con Alejandro Blasco, Bomboncito, En Buenos Aires (Montevideo), con Alberto Raúl Goicoechea, Es inútil que la llores, con Salvador Grupillo, Este carnaval, del cual existe una excelente versión de Juan D'Arienzo con la voz de Alberto Echagüe, Lecherito del Abasto, Lilián, Martiniano Robles, con Orlando Romanelli, Quedó en venir a las nueve con Juan Polito, Y siempre igual y Se va una tarde más con Enrique Cantore.
Luis Caruso falleció en Montevideo el 10 de febrero de 1981.